# Denis Ballière de Laisement
Charles Louis Denis Ballière, dit Ballière de Laisement, né à Paris le 9 mai 1729 et mort à Rouen le 8 novembre 1800, est un compositeur et théoricien de la musique français.

## Biographie
Académicien aux Belles Lettres de Rouen depuis 1754, tout aussi passionné de musique que de mathématiques et de chimie, sur lesquels il écrivit plus de 20 traités, sa théorie de la musique s'inscrit dans la ligne des discussions théoriques sur la tonalité, sujet très prisé de l'époque.

## Œuvres
- Théorie de la musique, Paris, Didot et Rouen, 1764 C'est son ouvrage le plus important : Ballière y critique la conception pythagoricienne de Rameau qui multiplie les sons les uns par les autres, arguant que le sens commun veut que les intervalles s'additionnent.
- Les Fêtes de l'hymen, ou la Rose, opéra-comique de Favart, 1744.
- Deucalion et Pyrrha, 1751.
- Le Rossignol, opéra-comique, 1751.
- Zéphire et Flore, opéra-comique, 1754.
- Le retour du printems, pastorale, 1755.
- La Guirlande, opéra-comique, 1757.
- Éloge de Le Cat, 1769.
- Essai sur les problèmes de situation, 1782.

## Sources
- Louis-Gabriel Michaud, Biographie universelle ancienne et moderne, vol. 2, p. 686